# Таревци
Таревци (серб. Таревци) —  населённый пункт (посёлок) в общине Модрича, который принадлежит энтитету Республике Сербской, Босния и Герцеговина. Расположен в 3 км к западу от города Модрича, на железной дороге (на город Добой и Баня-Луку), у побережья реки Босны.

## Население
Численность населения посёлка Таревци по переписи 1991 года составила 2322 человек, а по переписи 2013 года составила 3 196 человек.
Этнический состав населения населённого пункта по данным переписи 1991 года:
- боснийские мусульмане — 2.173 (93,58 %),
- сербы — 33 (1,42 %),
- хорваты — 11 (0,47 %),
- югославы — 73 (3,14 %),
- прочие — 32 (1,37 %).

Всего: — 2.322 чел.